# Asota anadota
Asota anadota là một loài bướm đêm trong họ Erebidae.